# Guttidurga, Jagalur
Guttidurga là một làng thuộc tehsil Jagalur, huyện Davanagere, bang Karnataka, Ấn Độ.